# پرچانی
شهر پرچانی (به روسی: Прчањ) در کشور مونته‌نگرو واقع شده‌است. جمعیت این شهر ۱٬۲۴۴ نفر  است.